# خورشیدگرفتگی ۲۱ فوریه ۱۸۰۳
خورشیدگرفتگی ۲۱ فوریه ۱۸۰۳ (به انگلیسی: Solar eclipse of 21 February 1803) یک خورشیدگرفتگی از نوع خورشیدگرفتگی کامل بود که در اقیانوس آرام و آمریکای مرکزی قابل مشاهده بود. این خورشیدگرفتگی در تاریخ ۲۱ فوریه ۱۸۰۳ روی داد که زمان اوج آن، ساعت ۲۱:۱۸:۴۶ به‌وقت ساعت هماهنگ جهانی بوده‌است. مدت‌زمان و طول این خورشیدگرفتگی ۰۴ دقیقه و ۰۹ ثانیه بود.